# Ельміра Сиздикова
Ельміра Сиздикова (каз. Эльмира Сыздыкова; нар. 5 лютого 1992, село Кам'яний Брід, Айиртауський район, Північноказахстанська область) — казахська борчиня вільного стилю, триразова бронзова та дворазова срібна призерка чемпіонатів Азії, срібна та бронзова призерка Азійських ігор, бронзова призерка Олімпійських ігор. Майстер спорту Казахстану міжнародного класу з жіночої боротьби.

## Біографія
Боротьбою почала займатися з 2006 року. У 2008 стала чемпіонкою Азії серед кадетів. Наступного року на цих же змаганнях стала другою. У 2010 стала бронзовою призеркою чемпіонату Азії серед юніорів. Наступного року повторила цей результат на юніорській першості світу, а ще через рік, у 2012 стала чемпіонкою Азії у цій же віковій групі.
Після завоювання олімпійської медалі на іграх в Ріо-де-Жанейро була нагороджена орденом Пошани (Құрмет). Також отримала автомобіль Toyota Corolla і мільйон тенге. Її тренер Владислав Сутормін отримав три мільйона тенге.
Навчається в Карагандинському державному університеті імені Є. А. Букетова, факультет «Фізична культура і спорт». Тренується у Карагандинській школі вищої спортивної майстерності під керівництвом тренерів-викладачів Володимира Старосельського і Владислава Суторміна.

## Спортивні результати на міжнародних змаганнях

### Виступи на Олімпіадах
| Змагання                    | Збірна    | Вагова категорія          | Місце  |
| --------------------------- | --------- | ------------------------- | ------ |
| Літні Олімпійські ігри 2016 | Казахстан | жіноча боротьба, до 69 кг | Бронза |

### Виступи на Чемпіонатах світу
| Змагання                        | Збірна    | Вагова категорія          | Місце |
| ------------------------------- | --------- | ------------------------- | ----- |
| Чемпіонат світу з боротьби 2013 | Казахстан | жіноча боротьба, до 67 кг | 21    |
| Чемпіонат світу з боротьби 2014 | Казахстан | жіноча боротьба, до 69 кг | 13    |
| Чемпіонат світу з боротьби 2015 | Казахстан | жіноча боротьба, до 69 кг | 7     |
| Чемпіонат світу з боротьби 2017 | Казахстан | жіноча боротьба, до 69 кг | 5     |
| Чемпіонат світу з боротьби 2018 | Казахстан | жіноча боротьба, до 76 кг | 7     |
| Чемпіонат світу з боротьби 2019 | Казахстан | жіноча боротьба, до 76 кг | 5     |

### Виступи на Чемпіонатах Азії
| Змагання                       | Збірна    | Вагова категорія          | Місце  |
| ------------------------------ | --------- | ------------------------- | ------ |
| Чемпіонат Азії з боротьби 2013 | Казахстан | жіноча боротьба, до 72 кг | 5      |
| Чемпіонат Азії з боротьби 2014 | Казахстан | жіноча боротьба, до 69 кг | Бронза |
| Чемпіонат Азії з боротьби 2015 | Казахстан | жіноча боротьба, до 69 кг | Срібло |
| Чемпіонат Азії з боротьби 2016 | Казахстан | жіноча боротьба, до 69 кг | Срібло |
| Чемпіонат Азії з боротьби 2017 | Казахстан | жіноча боротьба, до 69 кг | 5      |
| Чемпіонат Азії з боротьби 2018 | Казахстан | жіноча боротьба, до 76 кг | Бронза |
| Чемпіонат Азії з боротьби 2020 | Казахстан | жіноча боротьба, до 76 кг | Бронза |

### Виступи на Азійських іграх
| Змагання                        | Збірна    | Вагова категорія          | Місце  |
| ------------------------------- | --------- | ------------------------- | ------ |
| Азійські ігри в приміщенні 2017 | Казахстан | жіноча боротьба, до 69 кг | Срібло |
| Азійські ігри 2018              | Казахстан | жіноча боротьба, до 76 кг | Бронза |

### Виступи на Кубках світу
| Змагання                    | Збірна    | Вагова категорія          | Місце |
| --------------------------- | --------- | ------------------------- | ----- |
| Кубок світу з боротьби 2011 | Казахстан | жіноча боротьба, до 67 кг | 8     |
| Кубок світу з боротьби 2013 | Казахстан | жіноча боротьба, до 72 кг | 7     |

### Виступи на інших змаганнях
| Змагання                                                     | Збірна    | Вагова категорія          | Місце  |
| ------------------------------------------------------------ | --------- | ------------------------- | ------ |
| Золотий Гран-прі з боротьби 2011 (Баку)                      | Казахстан | жіноча боротьба, до 72 кг | 5      |
| Київський Міжнародний турнір з боротьби 2012                 | Казахстан | жіноча боротьба, до 72 кг | 15     |
| Гран-прі Іспанії з боротьби 2012                             | Казахстан | жіноча боротьба, до 72 кг | 8      |
| Золотий Гран-прі з боротьби 2012 (Баку)                      | Казахстан | жіноча боротьба, до 72 кг | 7      |
| Гран-прі «Іван Яригін» 2013                                  | Казахстан | жіноча боротьба, до 72 кг | 10     |
| Київський Міжнародний турнір з боротьби 2013                 | Казахстан | жіноча боротьба, до 72 кг | 5      |
| Золотий Гран-прі з боротьби 2013 (Сассарі)                   | Казахстан | жіноча боротьба, до 72 кг | Срібло |
| Літня Універсіада 2013                                       | Казахстан | жіноча боротьба, до 72 кг | 8      |
| Меморіал Вацлава Циолковського 2013                          | Казахстан | жіноча боротьба, до 72 кг | 14     |
| Золотий Гран-прі з боротьби 2013 (Баку)                      | Казахстан | жіноча боротьба, до 72 кг | 5      |
| Міжнародний меморіал Дейва Шульца 2014                       | Казахстан | жіноча боротьба, до 69 кг | 4      |
| Турнір Олександра Медведя 2014                               | Казахстан | жіноча боротьба, до 69 кг | Срібло |
| Турнір міста Сассарі з боротьби 2014                         | Казахстан | жіноча боротьба, до 69 кг | Срібло |
| Золотий Гран-прі з боротьби 2014 (Баку)                      | Казахстан | жіноча боротьба, до 69 кг | 8      |
| Відкритий чемпіонат Польщі з боротьби 2014                   | Казахстан | жіноча боротьба, до 69 кг | Бронза |
| Гран-прі «Іван Яригін» 2015                                  | Казахстан | жіноча боротьба, до 69 кг | 10     |
| Турнір Олександра Медведя 2015                               | Казахстан | жіноча боротьба, до 69 кг | 9      |
| Відкритий кубок Монголії з боротьби 2015                     | Казахстан | жіноча боротьба, до 69 кг | Золото |
| Турнір міста Сассарі 2015                                    | Казахстан | жіноча боротьба, до 69 кг | Срібло |
| Гран-прі Іспанії з боротьби 2015                             | Казахстан | жіноча боротьба, до 69 кг | 9      |
| Кубок Президента Казахстану з боротьби 2015                  | Казахстан | жіноча боротьба, до 69 кг | Золото |
| Золотий Гран-прі з боротьби 2015                             | Казахстан | жіноча боротьба, до 69 кг | 5      |
| Гран-прі «Іван Яригін» 2016                                  | Казахстан | жіноча боротьба, до 69 кг | Золото |
| Олімпійський кваліфікаційний турнір з боротьби 2016 (Астана) | Казахстан | жіноча боротьба, до 69 кг | Золото |
| Гран-прі Німеччини з боротьби 2016                           | Казахстан | жіноча боротьба, до 69 кг | Бронза |
| Відкритий чемпіонат Польщі з боротьби 2016                   | Казахстан | жіноча боротьба, до 69 кг | 5      |
| Гран-прі Іспанії з боротьби 2016                             | Казахстан | жіноча боротьба, до 69 кг | 5      |
| Золотий Гран-прі з боротьби 2016                             | Казахстан | жіноча боротьба, до 69 кг | Бронза |
| Турнір Дана Колова — Николи Петрова 2017                     | Казахстан | жіноча боротьба, до 69 кг | 5      |
| Турнір Дана Колова — Николи Петрова 2017                     | Казахстан | жіноча боротьба, до 69 кг | Бронза |
| Турнір міста Сассарі з боротьби 2017                         | Казахстан | жіноча боротьба, до 75 кг | Золото |
| Відкритий чемпіонат Польщі з боротьби 2017                   | Казахстан | жіноча боротьба, до 69 кг | 8      |
| Гран-прі Іспанії з боротьби 2017                             | Казахстан | жіноча боротьба, до 69 кг | Бронза |
| Гран-прі «Іван Яригін» 2018                                  | Казахстан | жіноча боротьба, до 76 кг | 12     |
| Гран-прі Іспанії з боротьби 2018                             | Казахстан | жіноча боротьба, до 76 кг | Бронза |
| Гран-прі «Іван Яригін» 2019                                  | Казахстан | жіноча боротьба, до 76 кг | Бронза |
| Klippan Lady Open 2019                                       | Казахстан | жіноча боротьба, до 76 кг | 5      |
| Турнір Дана Колова — Николи Петрова 2019                     | Казахстан | жіноча боротьба, до 76 кг | Бронза |
| Відкритий кубок Монголії з боротьби 2019                     | Казахстан | жіноча боротьба, до 76 кг | Бронза |
| Турнір міста Сассарі з боротьби 2019                         | Казахстан | жіноча боротьба, до 76 кг | 10     |
| Турнір Яшара Догу 2019                                       | Казахстан | жіноча боротьба, до 76 кг | 7      |
| Відкритий чемпіонат Польщі з боротьби 2019                   | Казахстан | жіноча боротьба, до 76 кг | Бронза |
| Турнір Маттео Пелліцоне 2020                                 | Казахстан | жіноча боротьба, до 76 кг | 5      |

### Виступи на змаганнях молодших вікових груп
| Змагання                                      | Збірна    | Вагова категорія           | Місце  |
| --------------------------------------------- | --------- | -------------------------- | ------ |
| Чемпіонат Азії з боротьби серед юніорів 2010  | Казахстан | жіноча боротьба, до 72 кг  | Бронза |
| Чемпіонат світу з боротьби серед юніорів 2010 | Казахстан | жіноча боротьба, до 72 кг  | 10     |
| Чемпіонат світу з боротьби серед юніорів 2011 | Казахстан | жіноча боротьба, до 72 кг  | Бронза |
| Чемпіонат Азії з боротьби серед юніорів 2012  | Казахстан | жіноча боротьба, до 72 кг  | Золото |
| Чемпіонат світу з боротьби серед юніорів 2012 | Казахстан | жіноча боротьба, до 72 кг  | 10     |
| Чемпіонат Азії з боротьби серед кадетів 2008  | Казахстан | жіноча боротьба, до 70 кг  | Золото |
| Чемпіонат Азії з боротьби серед кадетів 2009  | Казахстан | жіноча боротьба, до 70. кг | Срібло |